# Королевство Сербия (1718—1739)
Королевство Сербия (Северная Сербия, серб. Краљевина Србија, нем. Königreich Serbien) — провинция Габсбургской монархии в период с 1718 по 1739 год, со столицей в Белграде.

## История
После австро-турецких войн конца XVII — начала XVIII века по Пожаревацкому миру к Габсбургской монархии отошли Банат, Олтения и Северная Сербия. Последняя через два десятилетия, в результате войны 1737—1739 года, была возвращена под власть Османской империи — сохранив особое положение, равно как и ускоренное развитие экономики (особенно скотоводства, ориентированного на Австрию). Здесь был воссоздан пограничный Белградский пашалык, при этом существенно сократилось турецкое население, власть на местах стала переходить к местной аристократии и ослабевал феодальный гнёт.
Воеводина была под властью Габсбургов вплоть до 1918 года.

## Управление
- 1718—1720 граф Одвиер
- 1720—1733 принц Александр Вюртембергский
- 1733—1736 генерал Марули
- 1736—1739 фельдмаршал де Валис